# 1228
Cette page concerne l'année 1228  du calendrier julien. Pour l'année 1228 av. J.-C., voir 1228 av. J.-C.
L'année 1228 est une année bissextile qui commence un samedi.

## Événements
- Juin-juillet :  l’Hafside Abû Zakariyâ Yahyâ, fils d’Hafç Al-hintati entre à Tunis comme gouverneur de l’Ifriqiya. Il se déclare indépendant des Almohades (fin en 1249)[1]. L'installation des Hafsides en Ifriqiya brise définitivement l'unité du Maghreb (fin en 1574).

- 28 juin : Frédéric II part de Brindisi pour rejoindre la sixième croisade ordonnée par le pape Grégoire IX (jusqu'en 1229)[2].
- 7 septembre : Frédéric II débarque à Acre avec seulement trois mille hommes[3]. Déjà, il était entré en négociation avec le sultan d’Égypte al-Kamel, qui se trouve menacé par les Ayyoubides de Syrie, coalisés et appuyés par les Khwarezmiens. À son arrivée, la situation s’est renversée : le sultan de Damas étant mort, al-Kamel peut se partager ses possessions avec son frère venu de Djézireh, qui garde Damas et lui laisse la Palestine.

### Europe
- Janvier[4] : début du règne de Baudouin II de Courtenay (1217-1273), empereur latin de Constantinople (fin en 1261). Tutelle de Jean de Brienne sur l'empire latin (fin en 1237).
- 4 avril : fondation de l'université de Verceil par des étudiants de Bologne en conflit avec la tutelle communale[5].
- 10 avril : Guillaume d'Auvergne devient évêque de Paris (fin en 1248)[6].
- 5 mai : Ladislas III aux Jambes Grêles est élu duc de Cracovie à Wiślica.
- 7 juillet : le pape interdit l’enseignement d’Aristote à l’Université de Paris[7].
- 16 juillet :  canonisation de François d'Assise (vers 1182-1226) par le pape Grégoire IX[8].
- 16 novembre[9] : Jacques Ier d'Aragon décide la reconquête des Baléares.
- Décembre : Venise crée le Fondaco dei Tedeschi pour accueillir les marchands allemands[10].

- Inondation en Frise[11].
- Tremblement de terre à Ischia[12].
- Geoffroi II de Villehardouin devient prince de Morée (fin en 1245)[13]. Il pratique une politique de colonisation occidentale qui renforce sa puissance. De solides fortifications renforcent la sécurité de la principauté contre les montagnards insoumis de Laconie.
- Lettre du patriarche de Constantinople Germain II au métropolite de Kiev, Cyrille Ier, rappelant l’interdiction faite aux princes russes de porter atteinte au temporel ecclésiastique[14].

## Fondations en 1228
- Localité de Wismar sur la Baltique par les Allemands[15].